# Bemlos quadrimanus
Bemlos quadrimanus är en kräftdjursart. Bemlos quadrimanus ingår i släktet Bemlos och familjen Aoridae.

## Underarter
Arten delas in i följande underarter:
- B. q. quadrimanus
- B. q. mozambicus